# Kuhtor (Rostock)
Pour la porte de même nom de Gdansk, voir Kuhtor.

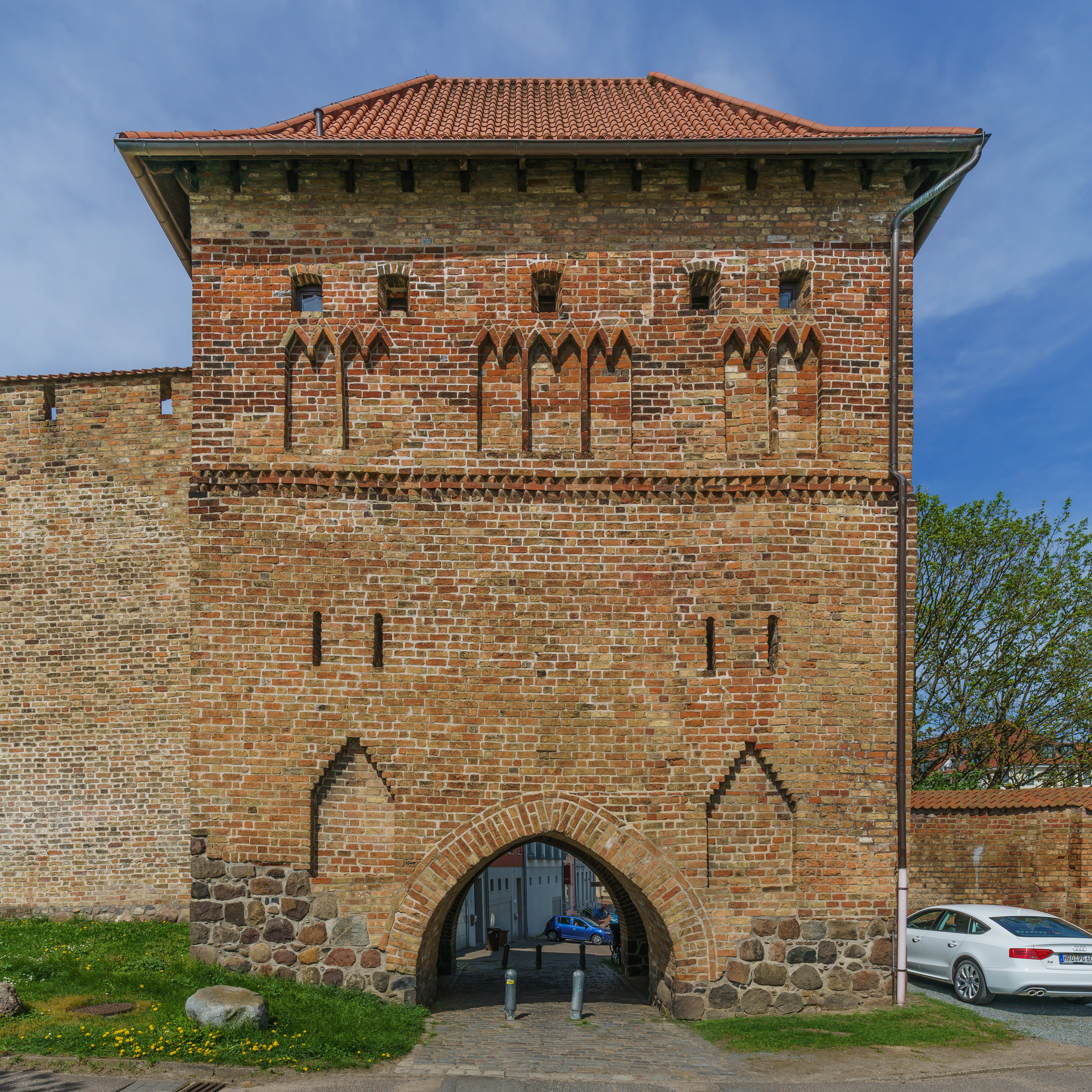
Porte des vaches 2018

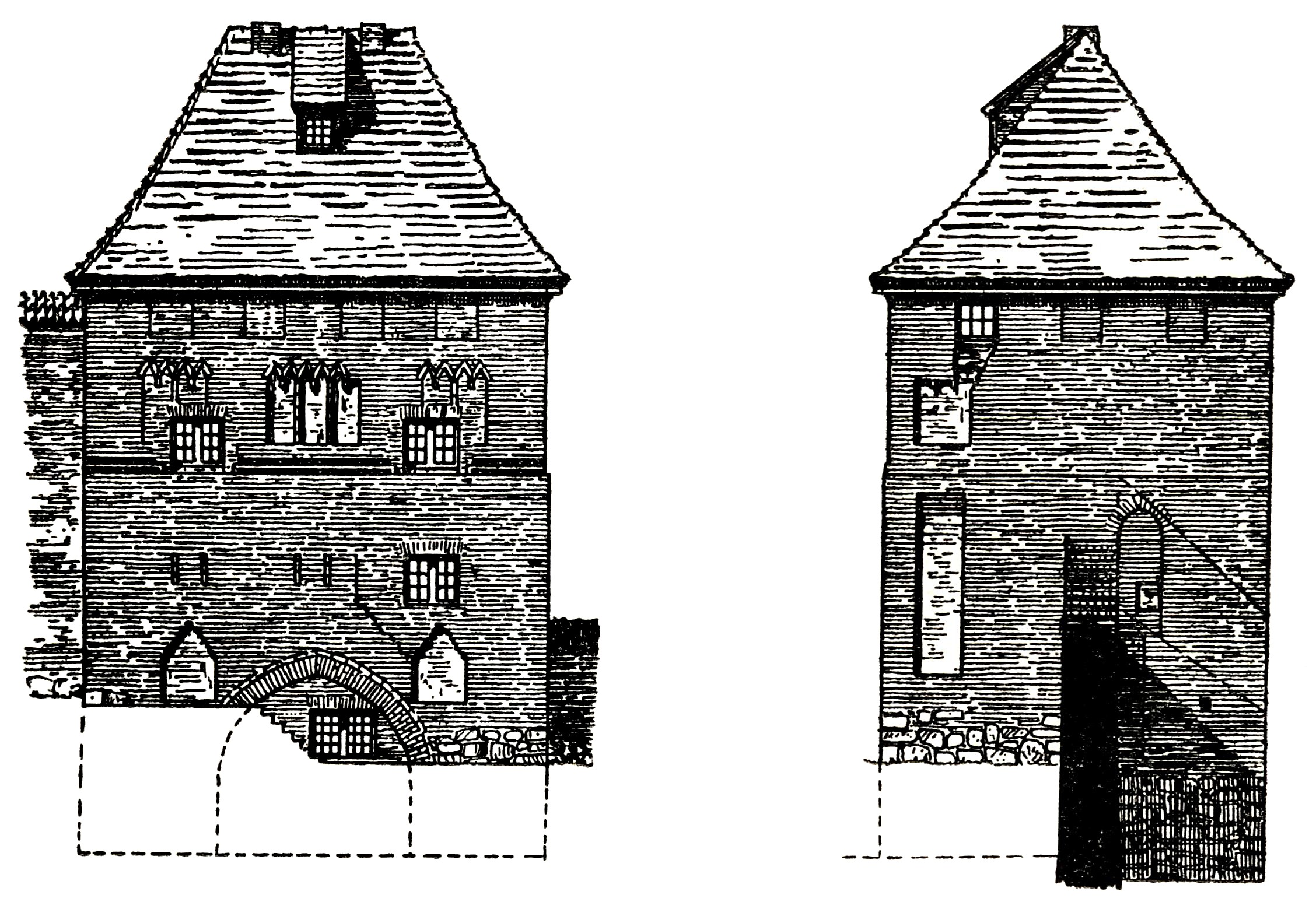
Porte des vaches après la restauration

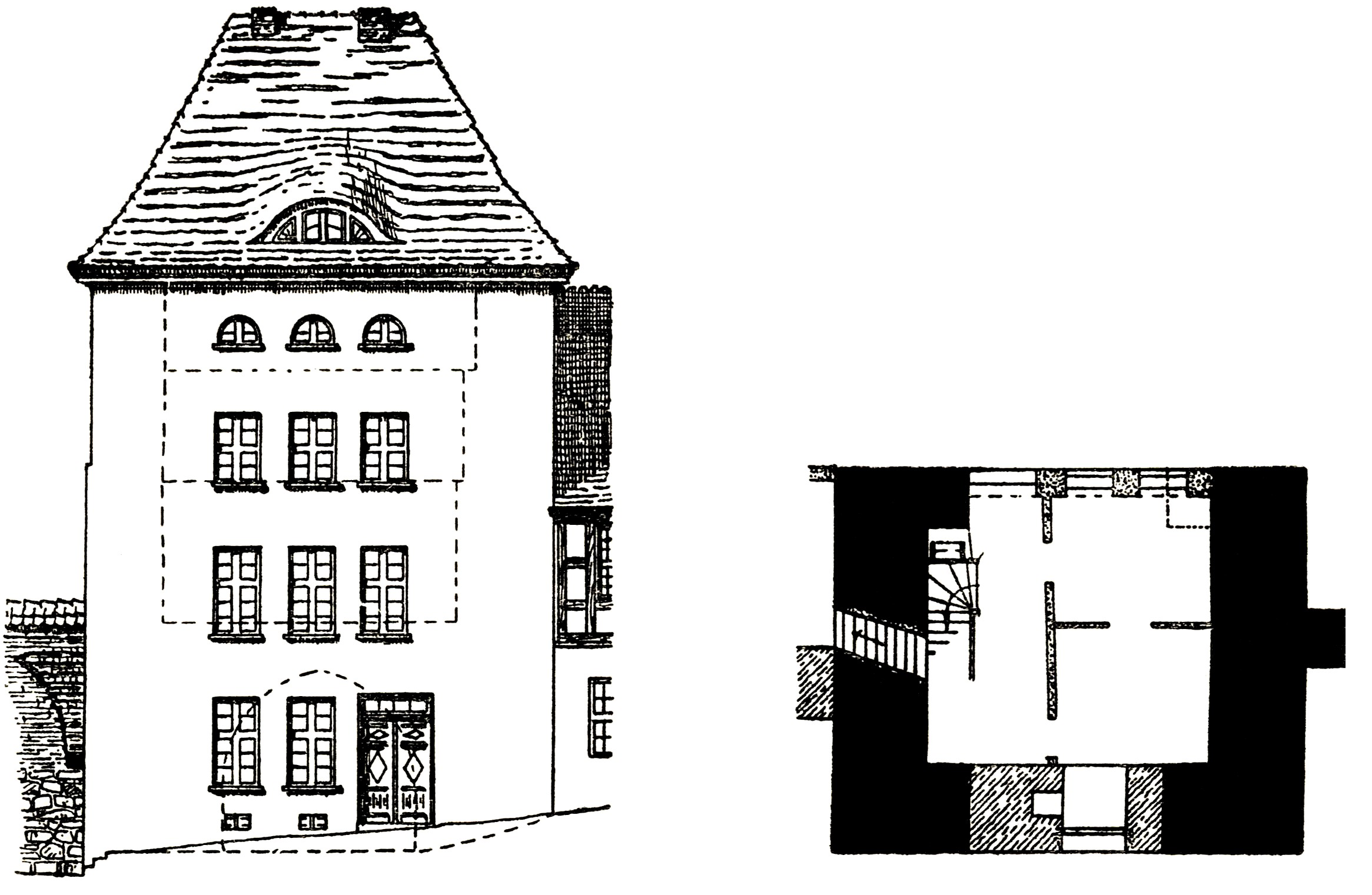
Kuhtor comme immeuble résidentiel et plan d'étage

La Kuhtor de Rostock (en français, littéralement Porte des vaches) n'est pas seulement la plus ancienne des quatre portes encore existantes des 22 anciennes portes des fortifications historiques de la ville de Rostock, mais aussi l'un des plus anciens bâtiments de Rostock et probablement la plus ancienne porte de ville conservée du nord de l'Allemagne.

## Histoire
La tour-porte gothique primitive qui menait à la route de Bützow et de Werle, a été mentionnée pour la première fois dans un document en 1262, mais a rapidement été remplacée par la porte de pierre comme  porte de sortie la plus importante de la ville vers le sud. Il ne restait plus qu'à conduire le bétail jusqu'aux prés Warnow, d'où son nom.
La tour de défense de quatre étages mesure 8 sur 9 mètres de large et a une épaisseur de mur de 2 mètres. Le portail mesure 3,5 mètres de large et 3 mètres de haut.
A la fin du XIVe siècle le côté terrain a été muré. Il n'a été rouvert en tant que porte de la ville qu'au moment de la controverse entre la ville et les souverains, qui a abouti au premier traité d'héritage de Rostock - lorsqu'une partie des fortifications, y compris la porte de pierre et la tour sur le Rammelsberg, ont été démolies. Lorsque le conseil municipal a décidé en 1608 de l'utiliser comme prison légère, le côté ville a également été fermé après la fermeture du côté terrain.
Les pierres massives qui étaient typiques de l'architecture des fortifications de la fin du Moyen Âge sont encore très clairement visibles sur la base et les fondations de la porte des vaches. Il existe également des meurtrières et des échancrures auxquelles étaient attachés des échafaudages au Moyen Âge lorsque des travaux de réparation étaient nécessaires. En cas de guerre, ces échancrures pouvaient également être agrandies pour créer des ouvertures pour les remparts.
La porte a ensuite été rendue utilisable comme lieu d'habitation. L'armurier de la ville y vécut à partir de 1671. En 1825, elle a été complètement transformée en édifice résidentiel et après un certain temps, a été complètement entourée de maisons. Jusqu'en 1937, la ville la met à disposition des fonctionnaires municipaux, artisans et journaliers sous forme d'appartement. Elle n'a été partiellement reconstruite qu'en 1938, mais quatre ans plus tard, elle a été durement touchée par les bombes. La charpente du toit a été détruite et le portail a complètement brûlé. De 1962 à 1964, le bâtiment, jusque-là couvert, a reçu sa nouvelle toiture. Il n'a été entièrement reconstruit qu'en 1984. De 1985 à 1990, il a été le siège du comité exécutif de district de l'Association des écrivains de la RDA. Le 9 novembre 1990 le groupe de promotion littéraire Kuhtor e. V. y est fondé. Jusqu'en 1993, cependant, la porte appartenait encore à l'office culturel de la ville. De 1998 à 2000, elle a été fondamentalement reconstruite à nouveau et remise au groupe de soutien littéraire en tant que sponsor indépendant pour la réouverture. Jusqu'à fin 2009, la maison abritait la Maison de la littérature de Rostock avec le Conseil de la littérature. Depuis début 2010, elle est le siège d'un cabinet de conseil en gestion privé.